# Kamyk (Góry Bystrzyckie)
Kamyk (721 m n.p.m.) – wzniesienie w południowo-zachodniej Polsce w Górach Bystrzyckich, w województwie dolnośląskim.
Wzniesienie położone w południowej części pasma Gór Bystrzyckich, po północno-zachodniej stronie wsi Kamieńczyk, na płaskowyżu Czerwień.
Kopulaste wzniesienie, o płaskim rozległym wierzchołku i podkreślonym wschodnim zboczu opadającym w kierunku Wysoczyzny Międzylesia. Partie szczytową oraz zbocza zajmują górskie łąki i nieużytki, miejscami występują kępy drzew liściastych oraz małe połacie lasu świerkowego. Ciągi drzew i krzaków, rosnące na zboczach wyznaczają dawne miedze i polne drogi. U podnóża wzniesienia, po południowo-wschodniej stronie, położona jest rozciągnięta na długości ok. 3 km, wyludniająca się wieś Kamieńczyk.
Przez szczyt przebiega dział wód. Na południowo-wschodnim zboczu znajdują się źródła potoku Kamionka, wpadającego do potoku Kamieńczyk, który w Smreczynie uchodzi do Nysy Kłodzkiej (dorzecze Odry i zlewisko Bałtyku), natomiast na południowo-zachodnim zboczu źródła potoku Czerwony Strumień, wpadającego do Dzikiej Orlicy dopływu Orlicy (dorzecze Łaby i zlewisko Morza Północnego).

## Turystyka
Przez wzniesienie prowadzą dwa szlaki turystyczne:
- zielony – fragment szlaku prowadzącego południowo-zachodnim zboczem wzdłuż granicy z Lesicy na Śnieżnik;
- zielony – prowadzący wschodnim zboczem od przejścia granicznego do drogi lokalnej Międzylesie – Lesica.